# Soziale Isolation

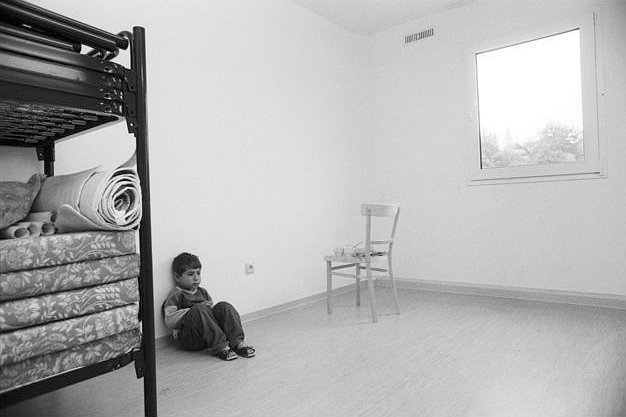
Kind in einer Unterkunft für Asylbewerber

Mit dem Begriff soziale Isolation, auch soziale Isolierung, beschreibt man in der Sozialpsychologie, Soziologie und der sozialen Arbeit die Lebenssituation von Menschen, die wenig soziale Kontakte zu anderen Menschen haben. Je nachdem, wie weit das durchschnittliche Maß an Kontakten unterschritten wird, das innerhalb der demographischen Bezugsgruppe einer Person als üblich gilt, kann soziale Isolation einen erheblichen psychischen Krankheitswert besitzen. Allerdings ist eine solche Krankheitszuschreibung nicht zwingend: Als soziologische Kategorie kann in einem konkreten Fall soziale Isolation durchaus objektiv bestehen, ohne dass die betroffene Person dies subjektiv als Mangel empfindet.
Um diesen Unterschied zwischen dem objektiven Tatbestand sozialer Isolation und der subjektiven Einschätzung durch die Betroffenen auch begrifflich deutlich zu machen, wird soziale Isolation häufig dem Empfinden von Einsamkeit gegenübergestellt: Als einsam gilt dabei eine Person, die Anzahl und Intensität ihrer sozialen Kontakte als unzureichend empfindet und unter diesem Mangel leidet. Dabei ist es ohne weiteres möglich, dass eine Person subjektiv an Einsamkeit leidet, obwohl sie nach objektiven Maßstäben über eine ausreichende Zahl an sozialen Kontakten verfügt.
Zur Entstehung sozialer Isolation können zahlreiche Faktoren beitragen, die zum Teil untereinander in einer Wechselbeziehung stehen und sich wechselseitig verstärken können. Fast alle dieser Faktoren kreisen um die Frage, welchen Einfluss sie auf die Möglichkeit einer Person haben, am gesellschaftlichen Leben teilzunehmen. Der Grund für diesen Ansatz liegt darin, dass eine solche Teilnahme die unabdingbare Voraussetzung dafür ist, soziale Kontakte herstellen zu können.
Zu unterscheiden ist zwischen exogenen Faktoren (im Sinne der Zugehörigkeit zu einer sozialen Risikogruppe) und endogenen Faktoren, die der Persönlichkeitsstruktur des Einzelnen zuzurechnen sind.

## Soziale Risikogruppen
Vereinsamung wird sozial (exogen) (mit)verursacht, ist insoweit auch ein Arbeitsfeld der Soziologie. Als soziale (nicht als psychische) Folge der Isolation wird hier vor allem die Anomie beschrieben. Für fast alle der hier aufgeführten Gruppen gilt, dass eine im Verhältnis zur Gesamtgesellschaft zu konstatierende Isolation subjektiv gemildert werden kann, wenn die jeweilige Gruppe zahlenmäßig so stark ist, dass sie selbst als Teilgesellschaft fungieren kann. Innerhalb einer solchen Teilgesellschaft kann dann sogar ein besonders intensiver sozialer Austausch herrschen, der für die Angehörigen der Gruppe durchaus befriedigend ist. Dies ändert freilich nichts an der weiterhin bestehenden Isolation gegenüber der Gesellschaft als Ganzes. Als einzelne soziale Gruppen der Isolierten können genannt werden:

### Senioren
Alte Menschen laufen Gefahr, durch die altersbedingte Auflösung der sozialen Bedingungen, unter denen sie jahrzehntelang gelebt haben, den Anschluss an ihr gesellschaftliches Umfeld zu verlieren. Zu diesen Auflösungsprozessen zählen das Ausscheiden aus dem Berufsleben, der Verlust des Lebenspartners, die nachlassende körperliche Leistungsfähigkeit und die damit einhergehenden Beschränkungen der aktiven Teilnahme am gesellschaftlichen Leben und nicht zuletzt die Erfahrung der allmählichen Ausdünnung der eigenen Generation.
Der Umfang der Unterstützung von anderen Menschen für die Hauptpflegeperson eines alten Menschen ist abhängig vom sozialen Netzwerk, in dem sie beide leben. Litwin und Landau unterscheiden bei den über 75-Jährigen vier Typen von sozialen Netzwerken:
- Netzwerk mit diffusen Bindungen (ca. 42 Prozent), ähnlich zusammengesetzt wie das Angehörigen-Netzwerk (s. u.), bestehend aus etwa elf Personen mit überwiegend lockeren Beziehungen
- auf Freunde zentriertes Netzwerk (ca. 28 Prozent) mit ca. neun Personen (fast die Hälfte Freunde) und eher lockeren Beziehungen
- Angehörigen-Netzwerk (ca. 22 Prozent), bestehend aus durchschnittlich bis zu zehn Personen, überwiegend Verwandten und Kindern, gekennzeichnet durch sehr enge Beziehungen
- familienintensives Netzwerk (ca. 8 Prozent) mit durchschnittlich vier Personen (fast ausschließlich Kindern), gekennzeichnet durch weniger enge Beziehungen

Ergebnisse der Deutschen Alterssurvey (DEAS) 2017 weisen auf ein steigendes Risiko von sozialer Isolation bei Frauen und Männern im Altersverlauf hin. Für beide Geschlechter liegt das Risiko für soziale Isolation im Alter von 40 Jahren bei ca. vier Prozent. Dahingegen steigt das Risiko bis auf den Wert von rund 22 Prozent im Alter von 90 Jahren. Auch Unterschiede zwischen den Geschlechtern sind in diesem Zusammenhang zu beobachten. Während Frauen zwischen 40 und 80 Jahren ein geringeres Risiko, sozial isoliert zu sein, haben als Männer, sind sie über 80 Jahren stärker von diesem Risiko betroffen.

### Studenten
Viele Studenten befinden sich vor allem zu Beginn ihres Studiums in einer isolierten Situation. Die Aufnahme des Studiums ist oft mit dem Wechsel des Wohnorts verbunden, so dass die Verbindungen zum bisherigen Freundes- und Bekanntenkreis erschwert werden oder ganz abbrechen. Ebenso endet mit dem Auszug aus dem Elternhaus das Gefühl, jederzeit einen sicheren Hafen anlaufen zu können, in dem man Schutz und Zuwendung erfährt. Schließlich stellt die neue Rolle als Student hohe Anforderungen an den Einzelnen, das eigene Leben zu organisieren und sich im Geflecht zunächst unbekannter Institutionen zu behaupten.

### Alleinerziehende
Alleinerziehende Erwerbstätige sind durch die Doppelbelastung von Erwerbstätigkeit und Erziehungsleistung oft in so hohem Maß beansprucht, dass für eine ausreichende Teilnahme am gesellschaftlichen Leben Zeit und persönliche Energie kaum ausreichen. Zudem führen die mit der Erziehungsaufgabe verbundenen Anforderungen oft dazu, dass lediglich eine Teilzeitstelle ausgefüllt werden kann. Dies wiederum hat zur Folge, dass auch das Haushaltseinkommen unter Umständen zu gering ist, um am gesellschaftlichen Leben teilnehmen zu können.

### Strafverfolgte
Strafverfolgte unterliegen je nach Ermittlungsmethoden der Gefahr, sozial isoliert zu werden. Während des Ermittlungsverfahrens kann es für den Verfolgten einen Verlust des sozialen Umfelds geben, welcher von der Verdächtigung einer Straftat herrührt. Auch kann sich der Strafverfolgte selbst sozial isolieren, insbesondere dann wenn er unschuldig verfolgt wird und die Unschuldsvermutung sich ins Gegenteil verkehrt. Wenn das Verhältnismäßigkeitsprinzip bei der Strafverfolgung nicht beachtet wird, kann dies für den Verfolgten enorme psychosoziale und gesellschaftliche Schäden bedeuten.

### Strafgefangene
Strafgefangene sind von der Teilhabe am gesellschaftlichen Leben rigoros ausgeschlossen. Die Extremsituation des mit staatlicher Gewalt durchgesetzten Einschlusses kann jedoch zur Entwicklung eines Mikrokosmos innerhalb der Haftanstalt führen, in dem sich eigene Regeln bilden. Soziale Isolation ist unter diesen Bedingungen einerseits vorstellbar als die Unfähigkeit (oder der fehlende Willen) des Einzelnen, sich in die geltenden Normen dieses Mikrokosmos einzufügen, andererseits aber auch als Problem bei der Wiedereingliederung in die Gesellschaft nach Verbüßung der Haft. (Vgl. auch Totale Institution, Isolationshaft.)

### Ausländer/Migranten
Menschen aus fremden Ländern sind häufig unter Bedingungen aufgewachsen, die sich radikal von denen unterscheiden, die in der aufnehmenden Gesellschaft als normal gelten. Religiöse Prägung, soziale Rollenbilder (zum Beispiel zwischen Mann und Frau, Alten und Jungen usw.), der Stellenwert sozialer Beziehungen oder der Familie können so stark voneinander abweichen, dass eine Integration der Zuwanderer in die aufnehmende Gesellschaft scheitert. Außerdem müssen sich Migranten häufig gegen oft erhebliche Ressentiments der Bevölkerung behaupten, so dass die Teilhabe am gesellschaftlichen Leben regelrecht erkämpft werden muss, sofern sie überhaupt gelingt. Ein weiteres Problem ist ein mangelndes sprachliches Verständnis, das eine Integration erst möglich macht.
Flüchtlinge, die nicht die Sprache des jeweiligen Landes beherrschen, ziehen sich aufgrund der bestehenden Sprachbarriere in die Einsamkeit zurück. Obwohl sie gerne soziale Kontakte hätten, können sie nicht anknüpfen, weil keine Kommunikation möglich ist. Diese Art der Isolation kann zu Kriminalität und psychischen Erkrankungen wie Neurosen und Psychosen führen.

### Chronisch Kranke und Behinderte
Kranke und behinderte Menschen werden von ihrer Umgebung oft als in ihrer Leistungsfähigkeit eingeschränkt gesehen und erfüllen somit nicht die Erwartungen einer leistungsorientierten Gesellschaft. Zudem können Krankheit und Behinderung Einschränkungen der Mobilität und der Sinneswahrnehmung verursachen, was die Teilnahme am gesellschaftlichen Leben erschwert. Beispiele: Hautkrankheiten können dazu führen, dass man von anderen Menschen gemieden wird; wegen einer Hörbehinderung kann man nicht an Gesprächen teilnehmen; bei Autismus fehlt der Wunsch bzw. die Fähigkeit, mit anderen Leuten in Kontakt zu treten bzw. mit Hilfe anderer geknüpfte Kontakte selbständig aufrechtzuerhalten, bei Personen mit Schizophrenie oder einer dem sogenannten schizophrenen Formenkreis zuzuordnenden Krankheit kann der Weg zu Sozialkontakten und deren Aufrechterhaltung ebenfalls schwer begehbar sein und Soziale Phobien führen schon aufgrund ihrer Natur regelhaft in die soziale Isolation.

### Arbeitslose
Arbeitslose stellen in westlichen Industriegesellschaften zwar seit langem keine Randgruppe mehr dar. Auf Grund des herrschenden Wertesystems gelten sie jedoch nach wie vor als Menschen, die der gesellschaftlichen Erwartung eines auf Erwerbstätigkeit ausgerichteten Lebens zumindest vorübergehend nicht entsprechen und daher als Außenstehende wahrgenommen werden. Sehr häufig haben auch die Betroffenen selbst dieses Wertesystem so sehr verinnerlicht, dass sie sich als Versager empfinden und aus Scham dem öffentlichen Leben fernbleiben. Diese Tendenz wird durch die mit der Arbeitslosigkeit einhergehende Verschlechterung der materiellen Lage noch verstärkt. Die Rollenzuschreibung als Außenstehende ist im Übrigen insofern objektiv begründet, als mit dem Verlust des Arbeitsplatzes zugleich auch der schlagartige Verlust der häufig intensiven sozialen Kontakte mit den Kollegen am Arbeitsplatz verbunden ist.

### Hochbegabte
Hochbegabte Menschen (vor allem Schüler) erfahren, dass ihre Fähigkeiten, obwohl neutral bewertet überaus positiv, vom (schulischen und freundschaftlichen) Umfeld als negativ wahrgenommen oder bewertet werden. Dies kann bis zur Ablehnung der Person führen mit entsprechend starker Isolation innerhalb des sozialen Umfeldes (vgl. auch Nerd). Darüber hinaus empfinden Hochbegabte den Kontakt mit Personen, die nicht auf einem annähernd hohen Niveau agieren (denken, kommunizieren, handeln), oftmals als ermüdend oder unbefriedigend und wählen teilweise freiwillig eine mehr oder weniger starke Isolation.

## Endogene Faktoren
Den endogenen Faktoren gemeinsam ist die Tatsache, dass sie sich bei fortdauernder Isolation zunehmend verfestigen, da die Fähigkeit zur Relativierung und zur angemessenen Einschätzung der eigenen Erlebnisse und des äußeren Geschehens gerade wegen des Mangels an sozialen Erfahrungen fehlt. Hierdurch entsteht die Gefahr, dass sich die isolierte Person durch ihre verzerrte Wahrnehmung in eine Lage manövriert, in der der Ausbruch aus der Isolation aus eigener Kraft faktisch unmöglich wird. Der Isolierte entwickelt ein in sich geschlossenes, hermetisches Selbstbild, das von der sozialen Realität abgekoppelt ist und zu Handlungs- und Verhaltensweisen führen kann, die sich gegenüber sozialen Rückmeldungen gewissermaßen verselbständigen: Der normale soziale Regelkreis, bei dem das eigene Handeln an den Reaktionen der Umwelt gemessen und erforderlichenfalls korrigiert oder angepasst wird, ist bei schweren Fällen sozialer Isolation durchbrochen. Dies betrifft auch Persönlichkeitsstrukturen, die als Gegensatz dessen erscheinen, was üblicherweise als soziale Kompetenz oder Selbstsicherheit bezeichnet wird: Selbstsichere Personen zeichnen sich dadurch aus, dass sie einen bestimmten Anspruch entwickeln in Bezug auf ihre sozialen Bedürfnisse, dass sie imstande sind, diese Ansprüche offen zu formulieren, und über die Fähigkeit verfügen, geeignete Mittel zur Durchsetzung ihrer Ansprüche einzusetzen.

### Negatives Selbstbild
Mangelndes Selbstwertgefühl lässt Menschen daran zweifeln, dass andere sie als wertvoll, angenehm oder in anderer Weise positiv wahrnehmen könnten. Unter geistiger Vorwegnahme drohender Zurückweisungen unternehmen solche Personen daher gar nicht erst den Versuch, ihre negativen Einschätzungen durch praktische Erfahrungen zu überprüfen (Selbsterfüllende Prophezeiung).

### Unangemessene Generalisierung spezifischer sozialer Erlebnisse
Der Mangel an sozialen Erfahrungen führt dazu, dass isoliert lebende Personen einzelne, zufällig eintretende negative Ereignisse in ihrer Allgemeingültigkeit überbewerten. Außerdem besteht die Tendenz, die besonderen Umstände einer tatsächlich bestehenden Isolationssituation auszublenden und durch die Auffassung zu ersetzen, man passe generell nicht in soziale Zusammenhänge hinein.

### Selektiv negative Wahrnehmung
Isoliert lebende Personen entwickeln Wahrnehmungsmuster, bei denen in zunehmendem Maße negative Erfahrungen verarbeitet werden, während positive Ereignisse systematisch ausgeblendet werden. Das subjektive Erleben der eigenen Rolle im sozialen Umfeld ist daher das einer Reihung von Misserfolgen und Zurückweisungen. Angst vor Versagen und die generelle Erwartung von Unheil führen zum verstärkten Rückzug aus dem sozialen Raum.

### Spezifische Attributierungsmuster
Isoliert lebende Personen tendieren dazu, (Pseudo-)Erklärungen für ihre Isolation zu entwickeln, deren gemeinsames Muster darin besteht, dass die unbefriedigenden und als schmerzhaft empfundenen sozialen Erfahrungen stets negativen Eigenschaften der eigenen Persönlichkeit zugeschrieben werden (internale Attribution) – beispielsweise mangelnder Attraktivität oder Liebenswürdigkeit. Die sich von der Gesellschaft zurückgestoßen und abgelehnt fühlende Person liefert somit ebendieser Gesellschaft geradezu die Argumente dafür, warum es „richtig“ ist, Zurückstoßung und Ablehnung zu signalisieren. Die Vorstellung, dass die Gründe für das Misslingen sozialer Interaktion auch im Gegenüber oder in den Situationsumständen liegen könnten (externale Attribution), ist einer chronisch isolierten Person oft nicht mehr vermittelbar.

## Exogene Faktoren
Neben den angeführten endogenen Faktoren und sozialen Risikogruppen spielen in Bezug auf den einzelnen Menschen auch exogene Faktoren eine große Rolle. Dazu gehören neben der Arbeitslosigkeit alle Formen gesellschaftlicher Ausgrenzung.
Beim Mobbing wenden Täter indirekte ausschließende Methoden wie das Isolieren des Opfers an. Es wird geschätzt, dass in Deutschland etwa 2,7 % der Erwerbstätigen davon betroffen sind. Beim Mobbing in der Schule sollte sich das Lehrpersonal nicht ausschließlich auf die Täter konzentrieren, sondern auch mit den Opfern arbeiten.

## Methodische Ansätze
Wichard Puls entwickelte in seiner Studie ein komplexes Modell von Einflussfaktoren und ihren Beziehungen untereinander, die auf die Entwicklung sozialer Isolation hinwirken und deren zentrale Komponente der Mangel an sozialer Kompetenz ist. Dieser Mangel wird gefördert durch
- Persönlichkeitsmerkmale (Neigung zu neurotischem und psychotischem Verhalten, Introversion)
- Störungen im kindlichen Entwicklungsprozess (siehe Bindungstheorie)
- demographische Faktoren (geringes Einkommen, schlechte Schulbildung)
- ablehnendes Verhalten der Interaktionspartner in Zweier- und Kleingruppen
- gesellschaftliches Konkurrenzdenken
- Arbeitslosigkeit

Der Mangel an sozialer Kompetenz ist seinerseits die Ursache für negative soziale Erfahrungen:
- ablehnendes Verhalten der Interaktionspartner in Zweier- und Kleingruppen (verstärkende Rückkopplung auf eine der Ursachen mangelnder sozialer Kompetenz!)
- Erfolglosigkeit in Zweierbeziehungen
- geringes Ansehen innerhalb von Kleingruppen

Zusammen mit einigen weiteren Faktoren ist hiermit bereits der Tatbestand sozialer Isolation erfüllt. Wird dieser Tatbestand zudem auch subjektiv als Einsamkeit erlebt, so wirken sich die Einsamkeitsgefühle als zusätzlicher verstärkender Faktor auf das ablehnende Verhalten der Interaktionspartner aus. In schweren Fällen sind Einsamkeitsgefühle Auslöser für weitere Komplikationen wie die Entwicklung einer Depression oder einer Sucht (vor allem Alkoholismus), die dann ihrerseits erneut negativ auf den zentralen Faktor mangelnder sozialer Kompetenz zurückwirken. Durch diese mehrfachen Rückkopplungen im Verursachungsprozess sozialer Isolation entwickelt sich eine Art Isolationsspirale, aus der die Betroffenen in der Regel aus eigener Kraft nicht mehr entkommen können.

### Allgemeine Problematik
Während die angeführten exogenen Faktoren meist durch einfache Faktenerhebung bezüglich der äußeren Lebenssituation ermittelt werden können, gestaltet sich die Überprüfung der endogenen Faktoren bedeutend schwieriger: Zum einen liegt es auf der Hand, dass mentale Konstrukte wie das Selbstbild, das ein Mensch von sich konstruiert, schwieriger zu erfragen sind als offen zutage liegende Fakten. Zum anderen berühren Fragen, die auf Isolation und Einsamkeit zielen, den hochsensiblen Bereich menschlicher Wertschätzung, so dass sowohl allgemein mit geringer Antwortbereitschaft gerechnet werden muss als auch mit einer schwer interpretierbaren Mischung aus schöngefärbten Antworten im Sinne sozialer Erwünschtheit einerseits und zugleich unrealistisch negativen Einschätzungen andererseits. Zudem zeigen die obigen Ausführungen, dass sich die Selbsteinschätzung in Bezug auf soziale Isolation vollkommen von den äußerlich feststellbaren, objektivierbaren Faktoren lösen kann. Aus diesem Grund bietet beispielsweise der Versuch, den Grad der Isolation einer Person durch zusätzliche Befragung von Dritten zu ermitteln, meist nur begrenzte Erkenntnismöglichkeiten.

### UCLA Loneliness Scale
Das gebräuchlichste empirische Instrument zur Ermittlung der subjektiv empfundenen sozialen Isolation ist der unter dem Namen „UCLA Loneliness Scale“ bekannte Fragebogen. Er enthält 20 Aussagen, zu denen die Versuchsperson jeweils durch Auswahl einer Antwort auf einer vierstufigen Skala (nie, selten, manchmal, oft) Stellung nimmt. Beispiele solcher Aussagen sind etwa „Ich fühle mich übergangen“, „Keiner kennt mich wirklich gut“ oder „Es gibt Leute, an die ich mich jederzeit wenden kann“.

## Forschung
Neurologische Veränderungen, die mit (objektiver) sozialer Isolation oder (subjektiver) Einsamkeit einhergehen, sind Gegenstand wissenschaftlicher Untersuchungen, insbesondere der Neurologie. Unter anderem wird untersucht, wie sich akute soziale Isolation auswirkt und ob sich in bestimmten Gehirnregionen besonders deutliche Veränderungen beobachten lassen. So zeigten Magnetresonanzuntersuchungen an Freiwilligen charakteristische Entzugserscheinungen infolge einer zehnstündigen Isolierung auf.